# Mușchiul anconeu

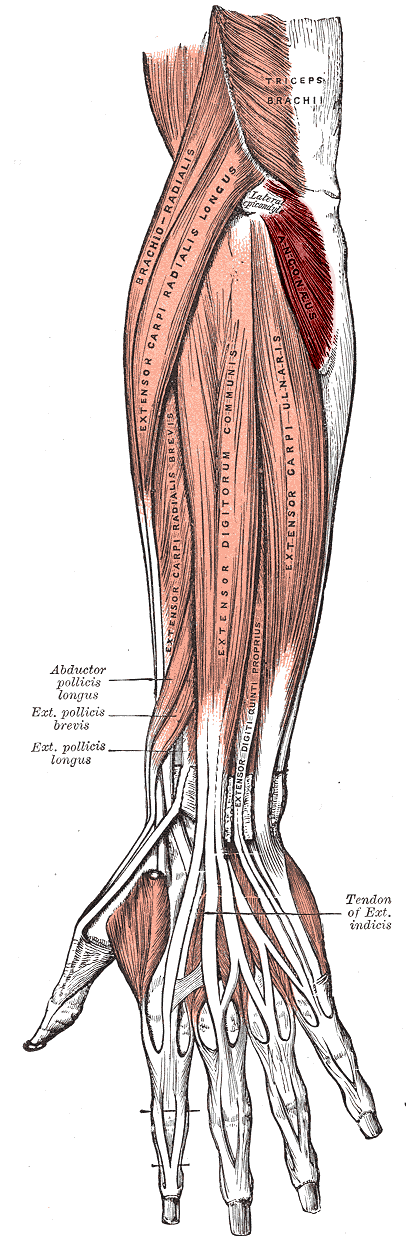
Mușchiul anconeu (în roşu)

Mușchiul anconeu (Musculus anconeus sau Musculus anconaeus) este un mic mușchi scurt, lat și triunghiular, cu baza orientată spre ulnă și vârful spre epicondilul lateral al humerusului, situat pe fața posterioară a cotului, care din punct de vedere anatomic și fiziologic poate fi considerat ca o continuare a capului medial al mușchiului triceps brahial. 

## Inserții
Are originea pe partea posteromedială a epicondilului lateral al humerusului (Epicondylus lateralis humeri). 
De aici fibrele sale musculare se îndreaptă oblic, distal și medial spre ulnă și acoperă partea posterioară a ligamentului inelar (Ligamentum anulare radii).
Se termină inserându-se pe suprafața triunghiulară de pe treimea proximală a feței posterioare a ulnei și pe marginea laterală a olecranului, sudându-se cu capsula articulației cotului și fascia antebrațului.

## Raporturi
Este un mușchi superficial, fața sa superficială este acoperită posterior de piele și fascia antebrahială (Fascia antebrachii).
Fața sa profundă acoperă posterior articulația cotului și mușchiul supinator (Musculus supinator). 
Marginea proximală e în raport cu mușchiul triceps brahial (Musculus triceps brachii).
Marginea distală e în raport cu mușchiul extensor ulnar al carpului (Musculus extensor carpi ulnaris).
Sub inserția proximală a mușchiului anconeu se găsește bursa anconeului.

## Acțiune
Este un extensor puternic al antebrațului pe braț și un stabilizator al rotației ulnei (abductor al ulnei în pronația carpului).

## Inervația
Inervația este dată de nervul radial (neuromer C6—C8).

## Vascularizația
Vascularizația este asigurată de artera interosoasă recurentă (Arteria interossea recurrens).